# Apogonichthyoides pharaonis
Apogonichthyoides pharaonis és una espècie de peix pertanyent a la família dels apogònids.

## Hàbitat
És un peix marí, demersal i de clima tropical.

## Distribució geogràfica
Es troba a Suez (Egipte). Ha colonitzat la Mediterrània oriental a través del Canal de Suez.

## Observacions
És inofensiu per als humans.